# Žuravno
Žuravno (ukrajinsky Журавно, polsky Żurawno) je městys (ukrajinsky selyšče) na Ukrajině, ve Lvovské oblasti, ve Stryjském rajónu. Je zde správní centrum Žuravněnské venkovské komunity. Obec leží na soutoku řek Dněstr a Svičy. V roce 2022 zde žilo 3302 obyvatel(počet obyvatel klesá).

## Historie
Název městysu pochází od černých jeřábů, kteří se v těchto oblastech usadili. První písemná zmínka o obci pochází z roku 1435. V roce 1445 bylo Žuravno uváděno jako městečko. V 16. století získalo Žuravno statut města, v roce 1563 zde bylo zavedeno magdeburské právo. Před druhou světovou válkou se město nacházelo v Polsku.
V roce 1676 sváděla polská vojska krále Jana III. Sobieského téměř měsíc urputné boje se stotisícovou tureckou armádou na „Žuravněnských polích“ mezi řekami Dněstr a Sviča. V okolí města byl uzavřen Žuravněnský mír, který ukončil polsko-tureckou válku probíhajicí v letech 1673 až 1676, a zastavil tureckou expanzi, které padl za oběť 4 roky předtím Kamenec Podolský. K 200. výročí oné události byl v Žuravně vztyčen pomník v podobě kamenného sloupu na vysokém podstavci.
Vojenské síly nacistického Německa obsadily území počátkem července 1941. Od začátku září do listopadu 1942 byla většina Židů v Žuravně deportována do vyhlazovacího tábora Belzec. Asi 160 židovských specialistů bylo záměrně ponecháno a uvězněno v otevřeném ghettu. V únoru a červnu 1943 byli zavražděni během dvou hromadných poprav na okraji vesnice, které provedlo německé četnictvo a ukrajinská místní policie.

## Osobnosti
- Mikołaj Rej (1505–1569), polský renesanční básník a spisovatel, kalvínský teolog